# 本地共享对象
本地共享对象 （ 英語：Local shared object，縮寫：LSO ），又称为Flash cookie，指的是使用Adobe Flash的网站在用戶计算机上所存儲的数据。与Cookie相似，它们可用于存储用戶設置，保存Flash網頁游戏中数据或跟踪用户的Internet活动。  本地共享对象也因此被批评威脅瀏覽器安全，但是现在可以通過浏览器设置和插件来限制Flash cookie的存储时间。 
自Adobe Flash Player 6开始，之後所有版本的Adobe Flash Player（Adobe Flash Player由Macromedia开发，后来Macromedia被Adobe收购）都使用本地共享对象。 

## 另見
- 网页存储
- Cookie
- Indexed Database API
- Web SQL 数据库
- Gears